# Ahmed Halím Ibráhím
Ahmed Halím Ibráhím, arabul: أَحْمَد حَلِيم إِبْرَاهِيم (1910. február 10. – ?) egyiptomi labdarúgó-középpályás.

## Pályafutása
A Zamálek labdarúgója volt. Az egyiptomi válogatott tagjaként részt vett az 1934-es olaszországi világbajnokságon. Tagja volt az 1936-os berlini olimpián részt vevő válogatott csapatnak.